# 晋察冀辺区
晋察冀辺区（しんさつき-へんく、ジンチャージー-へんく）は中国共産党が日中戦争期間中に華北地区に設立した抗日根拠地。現在の山西省、河北省、遼寧省、内モンゴル自治区にまたがる地域に設置された。
「晋察冀」とは、山西省の古名「晋」、かつて存在した察哈爾省、河北省の古名「冀」から取られた名称。

## 抗日戦線
1937年（民国26年）、盧溝橋事件により日中戦争が勃発すると、7月末には北平市、天津市、8月27日に察哈爾省省会の万全県が日本軍に占領された。この事態に9月17日、毛沢東は朱徳、彭徳懐、任弼時に対し華北地区への軍事行動を指示、第115師団が作戦行動を起こし山西省北部の五台地区に展開した。そうした中、10月10日には日本軍により石門県が占領されたことを受け、同月23日、第115師団の主力部隊は娘子関支援のため、副師長兼政務委員の聶栄臻が独立部隊を率いて遊撃戦を展開、淶源県、広霊県、繁峙県、霊丘県、蔚県、曲陽県、完県、唐県を奪回、雁北遊撃区及び察南遊撃区、冀西遊撃区を設置した。この戦果により11月7日、八路軍総司令官であった朱徳により晋察冀軍区の成立が宣言され、聶栄臻が軍区司令に就任した。12月5日、晋察冀辺区軍政民代表処籌備処が河北省阜平県で成立し、辺区政府の設立準備に着手した。

## 沿革
1938年（民国27年）1月10日、晋察冀辺区第1回軍政民代表大会が阜平県で開催され、14日に『晋察冀辺区軍政民代表大会宣言』を採択、翌15日に晋察冀辺区行政委員会を選出、31日には晋察冀辺区政府が正式に成立、下部に晋東北行政区、冀西行政区、冀中行政区が設置された。しかし9月20日、日本軍の五台攻略により五台、完県、唐県、曲陽県、霊丘、淶源の各県が日本軍により占領、翌年10月には掃討作戦の結果、阜平県以外は全て日本軍の勢力下に置かれた。
1940年（民国29年）8月、晋察冀辺区行政委員会は戦局の転換を目指し辺区管轄地域の改編を決定、『晋察冀辺区行政督察専員公署組織大綱』を発表、専署を再編し日本軍への攻撃拠点としたが、その後の戦闘によりこれらの行政区は事実上崩壊、遊撃区と占領区が入り乱れる状況が生まれ、遊撃区が辺区全体の80%を占める状況が創出された。
戦況の変化により数度にわたり行政区改編が実施された晋察冀辺区であるが、1945年（民国34年）の日本の敗戦に伴い、8月23日には共産党軍が察哈爾省省会の張家口市を解放、同日晋察冀辺区政府は張家口市人民政府を設立、辺区直轄市と定めている。この時点で晋察冀辺区政府は察哈爾省、熱河省、河北省の大部分及び山西省北部、綏遠省東部、遼寧省西部に跨る4行署、1辺区直轄市、19専区、140県を統括する行政区となった。

## 廃止
国共内戦が勃発すると1946年（民国35年）、国民党軍により張家口は占領され、晋察冀辺区政府は阜平に移転した。1948年、晋察冀辺区政府と晋冀魯豫辺区政府は合併し華北聯合行政委員会が成立し、晋察冀辺区は廃止された。 